# Брод (Црна-Трава)
Брод (серб. Брод) — населённый пункт в общине Црна-Трава Ябланичского округа Республики Сербии.

## Население
Согласно переписи населения 2002 года, в селе проживало 122 человека (117 сербов, 2 русских и 3 лица неизвестной национальности).
| Численность населения | Численность населения | Численность населения | Численность населения | Численность населения | Численность населения | Численность населения | Численность населения |
| 1948                  | 1953                  | 1961                  | 1971                  | 1981                  | 1991                  | 2002                  | 2011                  |
| --------------------- | --------------------- | --------------------- | --------------------- | --------------------- | --------------------- | --------------------- | --------------------- |
| 1296                  | 1164                  | 952                   | 624                   | 399                   | 178                   | 122                   | 71                    |

## Религия
Согласно церковно-административному делению Сербской православной церкви, село относится к Четвёртому власотинацкому приходу Власотинацкого архиерейского наместничества Нишской епархии. В селе расположен храм Святого Великомученика Пантелеимона.